# ヒカル・ナカムラ
ヒカル・ナカムラ（中村 光、Hikaru Nakamura、1987年12月9日 - ）は、チェスのグランドマスター (GM) 。
2005年・2009年・2012年・2015年・2019年の全米チェスチャンピオン。世界ランキングの最高位は2位（2015年10月など）。レーティングの最高値は2816（2015年10月）。

## プロフィール
1987年、大阪府枚方市で生まれる。父親が日本人で母親がアメリカ人のハーフ。1歳上の兄のアスカがいる。ヒカルが2歳のときに一家は渡米したが、3歳のときに両親が離婚した。スリランカ人FIDEマスターで、後に継父となるスニル・ウィーラマントリの指導でチェスを始めた。 ウィーラマントリは、1992年に兄のアスカが幼児全米大会で優勝したことがきっかけでナカムラ兄弟の指導を始め、それにより兄弟の母親との関係を深めた。
1995年、7歳で本格的なチェスのトーナメントに出場し始めた。トーナメントに出るようになってわずか3年後、史上最年少記録となる10歳でアメリカ合衆国チェス連盟 (USCF) のナショナルマスターの座を獲得した。
その後も勢いはとまらず、2001年にインターナショナルマスター (IM)、2003年にはGMの称号を獲得した。当時ボビー・フィッシャーの保持していた記録を3か月更新してアメリカ史上最年少のGMとなった。
2004年にはリビアのトリポリで行われた世界チェス選手権でマイケル・アダムスを破るなどの活躍を見せ、2004年10月にFIDEが発表したイロレーティングでは2620ポイントをマーク。ナカムラはアメリカで3位、世界でも83位のプレーヤーとなった。
2004年11月から同年12月にかけてカリフォルニア州サンディエゴ行われた2005年度アメリカチェス選手権では5勝0敗4分というトップの成績で試合を終了。同ポイントだったアレグザンダー・ストリプンスキーとのプレーオフマッチにも2–0で勝利し、フィッシャーが1958年に記録した14歳に次ぐ16歳という若さで優勝を果たした。

## その他活動
Showtimeが制作しているドラマシリーズ『ビリオンズ』のシーズン5の第2話に本人役で出演している。